# Giacomo Quarenghi

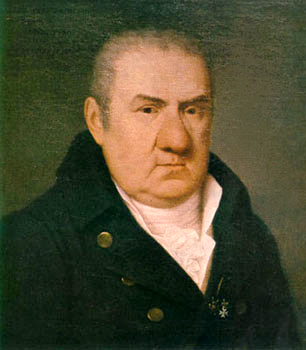
Giacomo Quarenghi, 1811

Giacomo Quarenghi [ˈdʒaːkomo kwaˈreŋɡi] (* 20. September 1744 in Rota d’Imagna, Provinz Bergamo; † 18. Februarjul. / 2. März 1817greg. in Sankt Petersburg) war ein italienischer Architekt und Maler, der in Russland lebte und arbeitete. Als einer der renommiertesten russischen Architekten und Baumeister des späten 18. Jahrhunderts erschuf er eine Vielzahl bis heute bekannter Bauwerke vor allem in Sankt Petersburg und in Moskau.

## Biografie
Quarenghi wurde in der Provinz Bergamo der Lombardei geboren und entstammte einer dortigen Adelsfamilie. Er studierte Malerei in Rom, wo zu seinen Lehrern unter anderem Anton Raphael Mengs zählte. Später studierte Quarenghi Architektur, wobei er sich vor allem von der antiken Baukunst sowie Meistern wie Andrea Palladio inspirieren ließ. Zu Quarenghis Frühwerken gehören mehrere Bauwerke in seiner Heimat (darunter die Kathedrale St. Scholastika in Subiaco, die Quarenghi Anfang der 1770er-Jahre von innen im klassizistischen Stil umbauen ließ), aber auch in Monaco und in Wien.
1779 ging Quarenghi nach Russland, nachdem er als einer der vielen italienischen Baumeister, die am Aufbau der 1703 gegründeten neuen Reichshauptstadt Sankt Petersburg beteiligt waren, dorthin berufen wurde. Dort war er zunächst in der alten Hauptstadt Moskau tätig und baute den (heute nicht mehr erhaltenen) Palast von Katharina der Großen am Fluss Jausa um. Das Vorgängergebäude der Oberen Handelsreihen am Roten Platz wird ebenfalls Giacomo Quarenghi zugeschrieben.

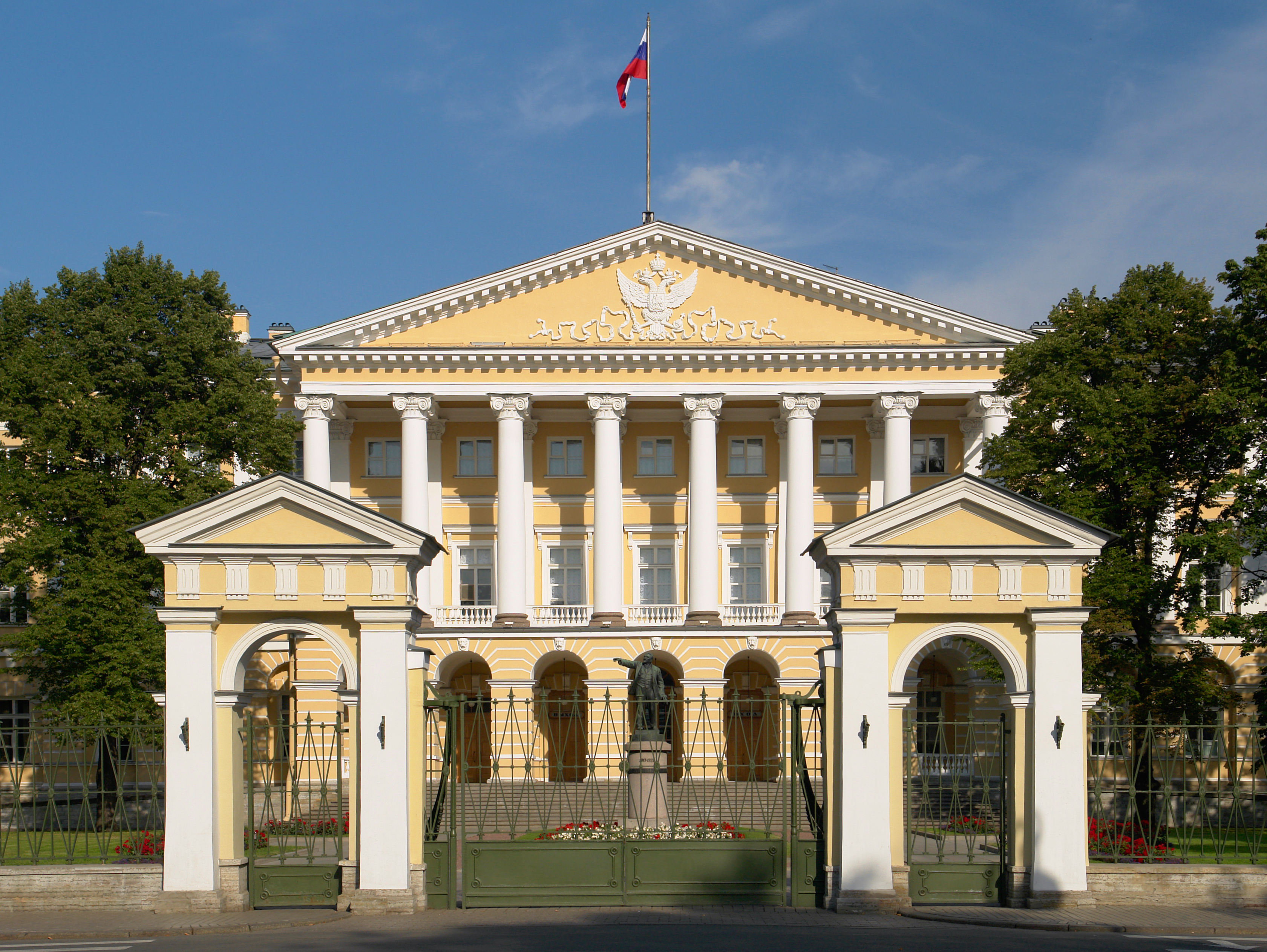
Smolny-Institut

Ab 1781 lebte und wirkte Quarenghi in Sankt Petersburg, wo er zunächst mehrere repräsentative Gebäude im Auftrag Katharina der Großen entwarf, darunter den nicht mehr erhaltenen Englischen Palast (1781–1794) in Peterhof, das Eremitage-Theater (1783–1787) sowie das Gebäude der Kaiserlich-russischen Akademie der Wissenschaften (1783–1785). Ebenfalls zu den wichtigsten Bauwerken Quarenghis zur Herrschaftszeit Katharina der Großen gehört der Alexanderpalast (1792–1796) in Zarskoje Selo sowie ein Seitenflügel des Katharinenpalastes.
Auch unter Katharinas Nachfolger Paul I. sowie später unter dessen Nachfolger Alexander I. erschuf Quarenghi eine Reihe bedeutender Bauwerke. Zu nennen ist vor allem das Gebäude des Smolny-Instituts (1806), das ursprünglich für arme Menschen vorgesehene Marienkrankenhaus (1803), die Malteserkirche (1798–1800) (Paul I. war Großmeister des Malteserordens) sowie das Kabinett Seiner Kaiserlichen Majestät vor dem Anitschkow-Palais. Außer in der Hauptstadt hatte Quarenghi auch in mehreren Provinzorten Aufträge: So wurden teilweise bis heute erhaltene markante Herrenhäuser und Paläste unter anderem in Kursk, Surasch und Woronesch sowie im lettischen Mežotne und im sibirischen Irkutsk nach seinen Entwürfen errichtet.
Quarenghi war Ehrenmitglied der Petersburger Kunstakademie. Nach seinem Tod gab sein Sohn 1821 in Mailand ein vollständiges Verzeichnis von Quarenghis Entwürfen heraus, das unter dem Namen Fabbriche e Disegni di Giacomo Guarenghi erschien.
Giacomo Quarenghi gilt bis heute als einer der Wegbereiter des späteren Klassizismus in der Architektur russischer Städte, wobei seine Werke teilweise auch von antiker Baukunst inspiriert waren. Auch als Maler hat Quarenghi markante Spuren hinterlassen: So sind zahlreiche von ihm erstellte Aquarelle mit Stadtansichten Moskaus und Petersburgs erhalten geblieben.